# ウドーンターニー国際空港
ウドーンターニー国際空港（ウドーンターニーこくさいくうこう、タイ語：ท่าอากาศยานนานาชาติอุดรธานี、英語：Udon Thani International Airport ）は、タイ王国ウドーンターニー県ムアンウドーンターニー郡にある国際空港。バンコクから直線距離で約470km北東に位置する。
かつては国際線も就航していたが、現在では国内線のみである。

## 就航航空会社と就航都市

### 国内線
| 航空会社             | 就航地                          |
| -------------------- | ------------------------------- |
| タイ国際航空         | バンコク/スワンナプーム         |
| ノックエア           | バンコク/ドンムアン、チェンマイ |
| タイ・エアアジア     | バンコク/ドンムアン             |
| タイ・ライオン・エア | バンコク/ドンムアン、ハートヤイ |

## 空港へのアクセス

### 鉄道
タイ国有鉄道東北本線ウドーンターニー駅まで約6.5kmの距離である。

## 軍事基地
ベトナム戦争時、この空港はウドーン・タイ王立空軍基地として、アメリカ空軍の最前線基地として使用されていた。2025年現在もタイ王国空軍との軍民共用である。
ベトナム戦争後はタイ王国空軍のF-5E戦闘機が配備され、その後アルファジェットA軽攻撃機に機種変換した。2025年時点の配備機はアルファジェットAである。このほか、2004年に結ばれたシンガポールとの契約により、シンガポール空軍からF-16戦闘機の分遣隊が訓練のため配備されていたが、騒音問題のため2025年にナムフォン空軍基地へ移転することが決定している。